# Чихиркин, Иван Егорович
Николай Иванович Шевнин (30 ноября 1922 — 14 ноября 2002) — командир расчета миномёта 286-го стрелкового полка (90-я стрелковая дивизия, 2-я ударная армия, 2-й Белорусский фронт) старший сержант, участник Великой Отечественной войны, кавалер ордена Славы трёх степеней.

## Биография
Родился 16 декабря 1922 года в селе Гнилево Почепского уезда Брянской губернии (ныне — Трубчевского района Брянской область) в семье крестьянина. Русский. В 1934 году семье переехала на станцию Кондрашевская Луганской области Украинской ССР, куда родители завербовались на строительство железной дороги. Здесь в 1941 году окончил среднюю школу. Одновременно с учёбой занимался в Ворошиловградском аэроклубе имени Леваневского. В мае 1941 года был направлен в авиашколу.
В мае 1941 года был призван в Красную Армию Ворошиловградским райвоенкоматом и направлен в Ворошиловградскую авиашколу.
В действующей армии с мая 1942 года. Боевой путь начал в рядах 7-й воздушно-десантной бригады (с августа 1942 года — 112-й гвардейский стрелковый полк 39-й гвардейской стрелковой дивизии), участвовал битве за Сталинград. В январе 1943 года был ранен, находился на излечении в городе Орск (Оренбургская область).
С марта 1943 года участвовал в боях с захватчиками. Воевал на Волховском фронте в составе 813-го стрелкового полка 239-й стрелковой дивизии. В январе 1944 года участвовал в операции по полному освобождению Ленинграда от блокады, был ранен. В мае 1944 года вернулся в строй. С этого времени воевал в рядах 286-го стрелкового полка 90-й стрелковой дивизии, командовал расчетом орудия, затем — миномёта.
Летом 1944 года в составе полка участвовал в Выборгской наступательной операции. Успешно командовал расчетом 45-мм орудия, награждён медалью «За боевые заслуги».
В августе — сентябре 1944 года дивизия участвовала в Тартуской операции, на 17 сентября 1944 года вели бои в районе севернее Тарту.
19 сентября 1944 года при прорыве вражеской обороны севернее города Тарту (Эстония) старший сержант Чихиркин умело и решительно управлял действиями своего расчета, в результате чего противнику был нанесен большой урон. При отражении вражеской контратаки у деревни Вазула (Тартуский район, Эстония) был подавлен огонь 3 пулемётов, лично истребил 7 гитлеровцев.
Приказом по частям по 90-й стрелковой дивизии (№ 108/н) от 2 октября 1944 года старший сержант Чихиркин Иван Егорович награждён орденом Славы 3-й степени.
В дальнейшем в составе дивизии участвовал в освобождении эстонских города Йыгева, Пярну, в боях на территории Латвии. В октябре 1944 года была выведена в резерв ставки. К январю 1945 года дивизия была передана в состав 2-го Белорусского фронта, переброшена на Ружанский плацдарм на правом берег реки Нарев. С 14 января участвовала в Млавско-Эльбингской фронтовой наступательной операции.
В ходе этой операции отличился в ожесточенном бою за населенный пункт Логшау (26 км северо-западнее города Мариенбург, Германия, ныне — Мальборк, Польша).
Награждён орденом 15 марта 1945 года старший сержант Чихиркин Иван Егорович награждён орденом Славы 3-й степени (повторно).
26 марта 1945 года в бою у города Ора (1 км южнее города Данциг, ныне Гданьск, Польша) старший сержант Чихиркин умело руководил расчетом 82-мм миномёта. В трудную минуту боя заменил выбывшего из строя наводчика и миномётным огнем разбил 2 пулемётных гнезда, что позволило пехоте с малыми потерями овладеть важной высотой. 29 марта уничтожил миномётную группу гитлеровцев численностью 12 человек и разбил 3 повозки с боеприпасами.
Приказом по войскам 2-й ударной армии от 14 мая 1945 года старший сержант Чихиркин Иван Егорович награждён орденом Славы 2-й степени.
После войны продолжал службу в артиллерийских частях Советских оккупационных войск в Германии. Член ВКП(б)/КПСС с 1945 года. В декабре 1946 года был демобилизован.
Вернулся домой. С февраля 1947 года работал на 19-й дистанции пути станции Кондрашевская-Новая: инспектором отдела кадров, техником-чертежником, счетоводом. С июня 1950 года по переводу перешел на работу в 4-ю районную контору защиты от снежных заносов: кассиром, мастером лесных культур. В 1951 году окончил годичные курсы лесомелиораторов при Воронежской дортехшколе. Работал мастером Ворошиловградской дистанции защитных лесонасаждений Донецкой железной дороги.
Указом Президиума Верховного Совета СССР от 18 мая 1971 года приказ от 15 марта 1945 года о награждении вторым орденам Славы 3-й степени был отменен и Чихиркин Иван Егорович награждён орденом Славы 1-й степени. Стал полным кавалером ордена Славы.
Окончил курсы офицеров запаса. С 1983 года — пенсионер союзного значения. Младший лейтенант запаса (1954).
Жил в посёлке городского типа Станично-Луганское (ныне — Станица Луганская). Умер 11 февраля 1991 года.

## Награды
- Орден Отечественной войны I степени (11.03.1985)[3]

- Полный кавалер ордена Славы:
  - орден Славы I степени(18.05.1971)[4] Перенаграждён I ст. (18.05.1971);
  - орден Славы II степени (14.05.1945)[5];
  - орден Славы III степени (02.10.1944)[6];
- медали, в том числе:
  - «За боевые заслуги» (11.10.1943)[7]
  - «За оборону Сталинграда» (1.5.1944)
  - «За оборону Ленинграда» (1.5.1944)
  - «В ознаменование 100-летия со дня рождения Владимира Ильича Ленина» (6 апреля 1970)
  - «За победу над Германией» (9 мая 1945[8])[9]

- - «20 лет Победы в Великой Отечественной войне 1941—1945 гг.» (7 мая 1965[10])
  - «30 лет Победы в Великой Отечественной войне 1941—1945 гг.»[11]
  - 40 лет Победы в Великой Отечественной войне 1941—1945 гг.[12]
  - «30 лет Советской Армии и Флота»[13]
  - «40 лет Вооружённых Сил СССР»[14]
  - «50 лет Вооружённых Сил СССР» (26 декабря 1967[15])
- Знак «25 лет победы в Великой Отечественной войне» (1970)

## Память
- На могиле установлен надгробный памятник
- Его имя увековечено в Главном Храме Вооружённых сил России, и навсегда запечатлено на мемориале «Дорога памяти»